# Lijst van voetbalinterlands Chili - Haïti
Deze lijst van voetbalinterlands is een overzicht van alle officiële voetbalwedstrijden tussen de nationale teams van Chili en Haïti. De landen speelden tot op heden acht keer tegen elkaar. De eerste ontmoeting, een vriendschappelijke wedstrijd, vond plaats op 9 februari 1972 in Port-au-Prince. Het laatste duel, eveneens vriendschappelijk, werd gespeeld in Viña del Mar op 7 juni 2019.

## Wedstrijden
| № | Plaats          | Datum            | Competitie        | Wedstrijd     | Uitslag |
| - | --------------- | ---------------- | ----------------- | ------------- | ------- |
| 1 | Port-au-Prince  | 9 februari 1972  | Vriendschappelijk | Haïti – Chili | 1 – 0   |
| 2 | Port-au-Prince  | 14 april 1973    | Vriendschappelijk | Haïti – Chili | 1 – 1   |
| 3 | Port-au-Prince  | 24 april 1974    | Vriendschappelijk | Haïti – Chili | 0 – 1   |
| 4 | Port-au-Prince  | 26 april 1974    | Vriendschappelijk | Haïti – Chili | 0 – 0   |
| 5 | Port-au-Prince  | 23 mei 2007      | Vriendschappelijk | Haïti – Chili | 0 – 0   |
| 6 | Concepción      | 19 januari 2013  | Vriendschappelijk | Chili – Haïti | 3 – 0   |
| 7 | Fort Lauderdale | 9 september 2014 | Vriendschappelijk | Chili – Haïti | 1 – 0   |
| 8 | Viña del Mar    | 7 juni 2019      | Vriendschappelijk | Chili − Haïti | 2 − 1   |

## Samenvatting
| Competitie        | Totaal gespeeld | Winst Chili | Gelijk | Winst Haïti | Doelsaldo Chili – Haïti |
| ----------------- | --------------- | ----------- | ------ | ----------- | ----------------------- |
| Vriendschappelijk | 8               | 4           | 3      | 1           | 8 − 3                   |
| Totaal            | 8               | 4           | 3      | 1           | 8 − 3                   |

Wedstrijden bepaald door strafschoppen worden, in lijn met de FIFA, als een gelijkspel gerekend.

## Details

### Eerste ontmoeting
| Vriendschappelijk (Port-au-Prince, Haïti, 9 februari 1972): |       |       |
| Haïti                                                       | 1 – 0 | Chili |
| doelpuntenmaker onbekend                                    | goals |       |

### Tweede ontmoeting
| Vriendschappelijk (Port-au-Prince, Haïti, 14 april 1973): |       |                          |
| Haïti                                                     | 1 – 1 | Chili                    |
| doelpuntenmaker onbekend                                  | goals | ??' Gabriel Galleguillos |

### Derde ontmoeting
| Vriendschappelijk (Port-au-Prince, Haïti, 24 april 1974): |       |                    |
| Haïti                                                     | 0 – 1 | Chili              |
|                                                           | goals | 72' Rolando García |

### Vierde ontmoeting
| Vriendschappelijk (Port-au-Prince, Haïti, 26 april 1974): |       |       |
| Haïti                                                     | 0 – 0 | Chili |
|                                                           | goals |       |

### Vijfde ontmoeting
| Vriendschappelijk (Port-au-Prince, Haïti, 23 mei 2007): |       |       |
| Haïti                                                   | 0 – 0 | Chili |
|                                                         | goals |       |

### Zesde ontmoeting
| Vriendschappelijk (Concepción, Chili, 19 januari 2013): |              | |
| Chili | 3 – 0        | Haïti |
| Carlos Muñoz 49' José Fuenzalida 58' Patricio Rubio 76' | goals        | |
| Jorge Sampaoli | bondscoach   | Israel Blake Cantero |
| Johnny Herrera Albert Acevedo Paulo Magalhaes José Rojas José Pedro Fuenzalida 71' Fernando Meneses Francisco Silva 86' Eugenio Mena Sebastián Ubilla 69' Carlos Muñoz 80' César Cortés 80' | opstellingen | Frandy Montrévil 54' Makendy Duverger 90' Olrish Saurel Jean Garry Rubin 46' Raymond Ednerson 75' Vaniel Sirin Monuma Constant Junior 63' Wislet Saint-Louis Brunel Fucién Pascal Millién 70' Fritznel Louis |
| Boris Sagredo 69' Patricio Rubio 71' Lorenzo Reyes 80' Manuel Villalobos 80' Michael Rios 86'                                                                                               | wissels      | 46' Donald Guerrier 54' Robert Jean 63' Beauge Nocodeme 70' Bony Pierre 75' Geraldy Joseph 90' Foreste Sonthonax                                                                                             |
| Michael Rios 90' | gele kaarten | 30' Brunel Fucién 61' Wislet Saint-Louis 90+1' Foreste Sonthonax |

### Zevende ontmoeting
| Vriendschappelijk (Fort Lauderdale, Verenigde Staten, 9 september 2014): |       |       |
| Chili                                                                    | 1 – 0 | Haïti |
| Juan Delgado 20'                                                         | goals |       |